# Baseball aux Jeux africains
Le tournoi de baseball des Jeux africains est un tournoi international de baseball mettant aux prises les meilleures formations d'Afrique. 
Il est au programme en 1999 et 2003 et n'est plus disputé depuis. L'Afrique du Sud est en tête du palmarès avec deux médailles d'Or en autant d'épreuves disputées.

## Palmarès
| Année        | Lieu         |                | Or      | Argent   | Bronze |
| ------------ | ------------ | -------------- | ------- | -------- | ------ |
| 1999 Détails | Johannesburg | Afrique du Sud | Nigeria | Zimbabwe |        |
| 2003 Détails | Abuja        | Afrique du Sud | Nigeria | Zimbabwe |        |

## Tableau des médailles
| Rang | Pays           | Or | Argent | Bronze | Total |
| ---- | -------------- | -- | ------ | ------ | ----- |
| 1    | Afrique du Sud | 2  | 0      | 0      | 2     |
| 2    | Nigeria        | 0  | 2      | 0      | 2     |
| 3    | Zimbabwe       | 0  | 0      | 2      | 2     |